# Береговое (Бахчисарайский район)
Берегово́е (до 1890 года Замру́к; укр. Берегове, крымскотат. Zamruq, Замрукъ) — село в Бахчисарайском районе Республики Крым, в составе Песчановского сельского поселения Бахчисарайского района Республики Крым (согласно административно-территориальному делению Украины — Песчановского сельсовета Автономной Республики Крым). В Береговом 20 улиц, площадь, занимаемая селом, 110 гектаров, на которой в 242 дворах, по данным сельсовета, на 2009 год, числилось 784 жителя.

## Население
| 2001 | 2014 |
| ---- | ---- |
| 870  | ↘787 |

### Динамика численности
| - 1805 год — 103 чел. - 1864 год — 110 чел. - 1889 год — 144 чел. - 1892 год — 280 чел. - 1902 год — 191 чел. - 1915 год — 152/44 чел. | - 1926 год — 260 чел. - 1939 год — 249 чел. - 1989 год — 904 чел. - 2001 год — 870 чел. - 2009 год — 784 чел. - 2014 год — 787 чел. |

### Языковой состав
Всеукраинская перепись 2001 года показала следующее распределение по носителям языка

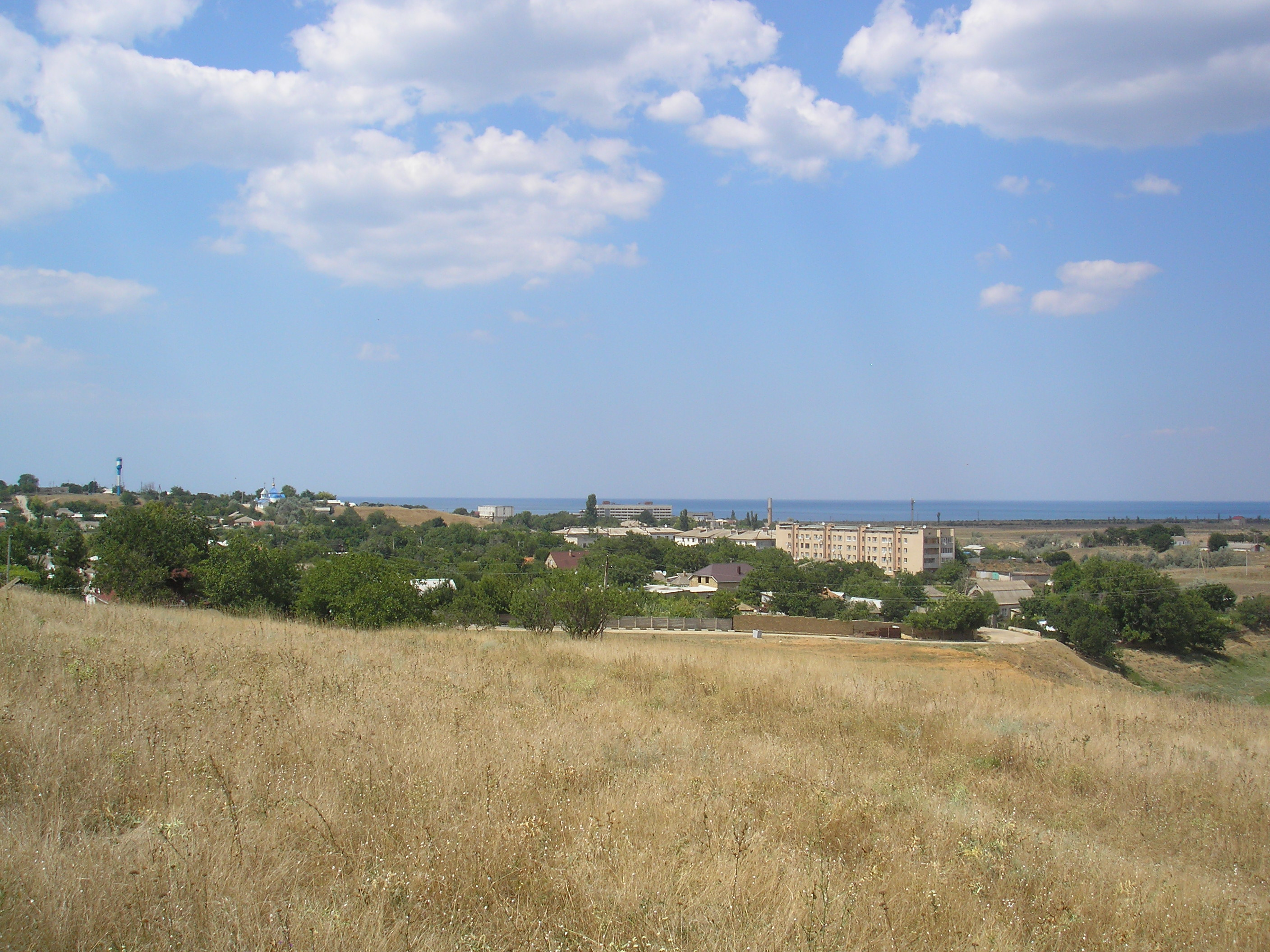

| Язык             | Процент |
| ---------------- | ------- |
| русский          | 74,25   |
| украинский       | 13,91   |
| крымскотатарский | 9,77    |
| другие           | 0,8     |

## География
Береговое находится на крайнем северо-западе района, на берегу Каламитского залива Чёрного моря, в устье реки Западный Булганак, чаще называемым просто Булганак, высота центра села над уровнем моря — 30 м. Географически долина Булганака считается границей предгорий Крымских гор: за северным склоном долины начинается плоская степь. В село ведёт шоссе 35Н-019 Береговое — Бахчисарай (по украинской классификации — С-0-10201, расстояние от Берегового до райцентра — 33 километра до Симферополя — около 45, как и Севастополя, и примерно 60 километров до Евпатории.

## История

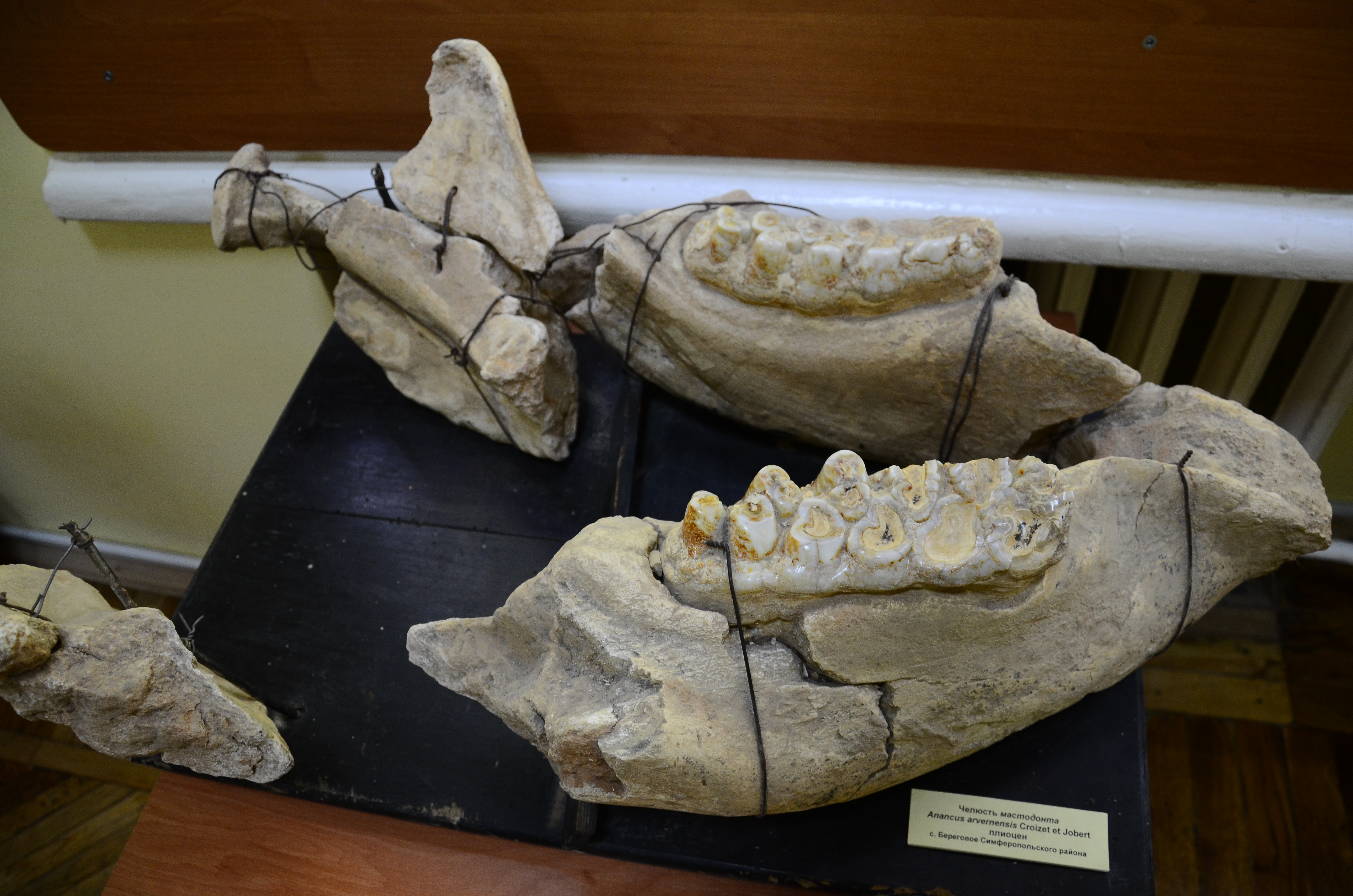
Челюсть мастодонта, найденная в Береговом. Хранится в Центральном музее Тавриды

Село Замрук в документах времени Крымского ханства пока не обнаружено, впервые название встречается в Камеральном описании Крыма 1784 года как деревня бакчи-сарайскаго каймаканства Бакче-сарайскаго кадылыка Замрук. После присоединения Крыма к России (8) 19 апреля 1783 года, (8) 19 февраля 1784 года, именным указом Екатерины II сенату, на территории бывшего Крымского Ханства была образована Таврическая область и деревня была приписана к Симферопольскому уезду. С началом Русско-турецкой войной 1787—1791 годов, весной 1788 года производилось выселение крымских татар из прибрежных селений во внутренние районы полуострова, в том числе и из Замрука. В конце войны, 14 августа 1791 года всем было разрешено вернуться на место прежнего жительства. Обозначалась на карте Федора Чёрного 1790 года. После Павловских реформ, с 1796 по 1802 год, входила в Акмечетский уезд Новороссийской губернии. По новому административному делению, после создания 8 (20) октября 1802 года Таврической губернии, Замрук был приписан к Актачинской волости Симферопольского уезда.
По Ведомости о всех селениях в Симферопольском уезде состоящих с показанием в которой волости сколько числом дворов и душ… от 9 октября 1805 года, в Замруке в 34 дворах проживало 103 крымских татарина, а земли принадлежали статскому советнику Казнадар-аге. На военно-топографической карте генерал-майора Мухина 1817 года, в деревне числилось 25 дворов.

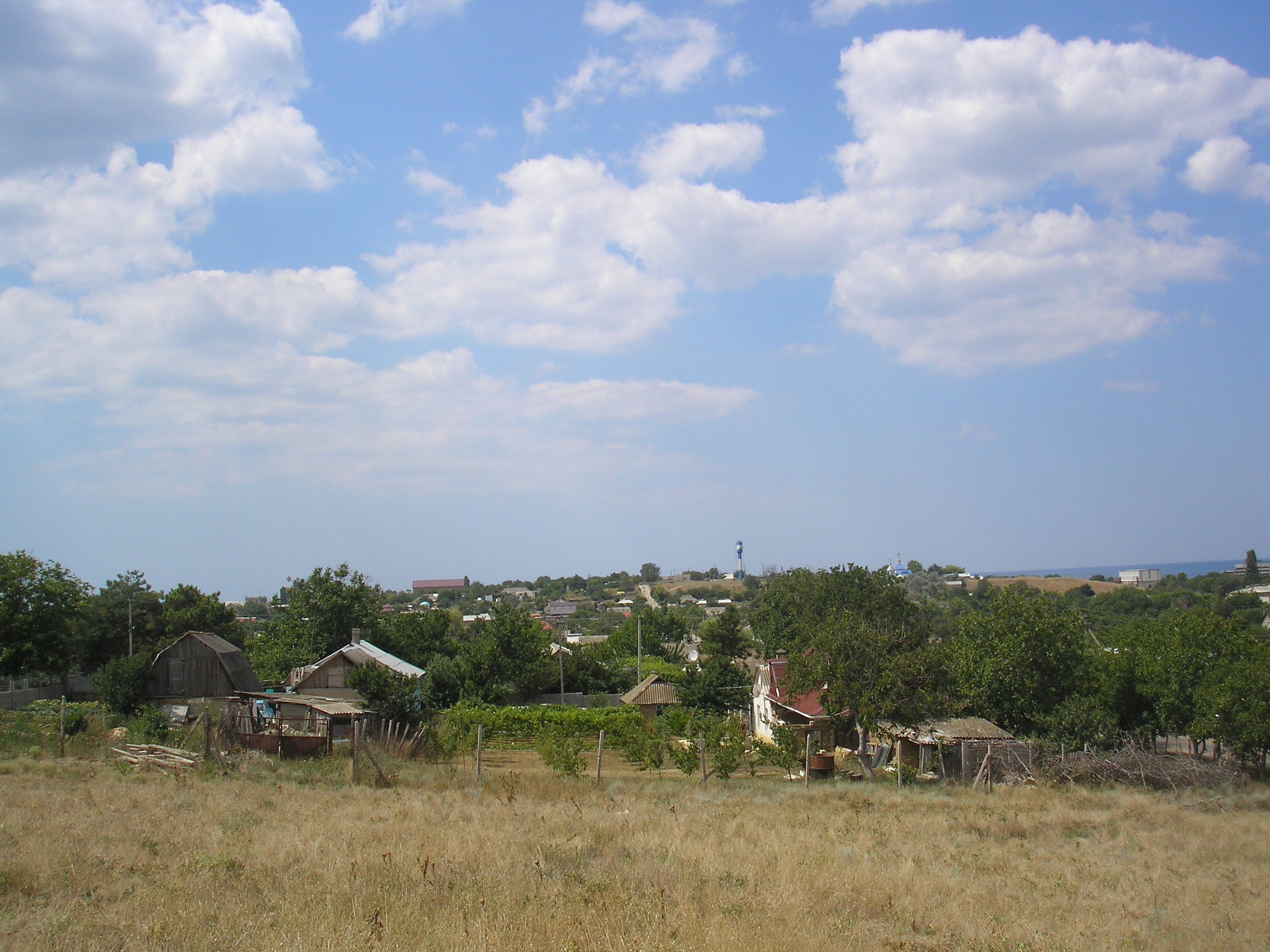

По результатам административной реформы 1829 года, согласно Ведомости о казённых волостях Таврической губернии 1829 года Замрук приписали к Яшлавской волости, и в 1842 году, судя по картам, в деревне числилось 25 жилых домов. Во время Крымской войны в районе Замрука, накануне Альминского сражения 1854 года, располагалось соединение турецких войск.
В 1860-х годах, после земской реформы Александра II, деревню приписали к Дуванкойской волости. Согласно «Памятной книжке Таврической губернии за 1867 год», деревня Замрук была покинута жителями в 1860—1864 годах, в результате эмиграции крымских татар, особенно массовой после Крымской войны 1853—1856 годов, в Турцию и заселена переселенцами-эстонцами — уже 1 ноября 1861 года в пустую деревню въехало 13 семей. В «Списке населённых мест Таврической губернии по сведениям 1864 года», по результатам VIII ревизии, Замрук — казённая эстонская деревня с 13 дворами, 110 жителями и упразднённой мечетью при устье реки Булганака (на трёхверстовой карте Шуберта 1865—1876 года всего 11 дворов). В «Памятной книге Таврической губернии 1889 года» по результатам Х ревизии 1887 года записан Замрук с 25 дворами и 144 жителями.
После земской реформы 1890 года Замрук причислили к Булганакской волости. На верстовой карте 1890 года в деревне обозначено всего 11 дворов. Согласно «…Памятной книжке Таврической губернии на 1892 год», в деревне Береговое (бывший Замрук), входившей в сельское общество Береговое, был 280 жителей в 37 домохозяйствах на общиной земле. По «…Памятной книжке Таврической губернии на 1902 год» в Береговом числилось 191 житель в 24 дворах. По Статистическому справочнику Таврической губернии. Ч.II-я. Статистический очерк, выпуск шестой Симферопольский уезд, 1915 год, в деревне Береговое (оно же Замрук) Булганакской волости Симферопольского уезда числилось 43 двора с эстонским населением в количестве 152 человека приписных жителей и 44 — «посторонних», из которых 114 мужчин и 93 женщины. Жители владели 1318 десятинами удобной земли. В хозяйствах имелось 166 лошадей, 50 волов, 68 коров и 84 головы мелкого скота.
После установления в Крыму Советской власти, по постановлению Крымревкома от 8 января 1921 года была упразднена волостная система и село включили в состав Подгородне-Петровского района. 11 октября 1923 года, согласно постановлению ВЦИК, в административное деление Крымской АССР были внесены изменения, в результате которых был ликвидирован Подгородне-Петровский район и образован Симферопольский и Замрук включили в его состав. Согласно Списку населённых пунктов Крымской АССР по Всесоюзной переписи 17 декабря 1926 года, в селе Береговое, Булганакского сельсовета Симферопольского района, числилось 77 дворов, из них 70 крестьянских, население составляло 260 человек (133 мужчины и 127 женщин). В национальном отношении учтено: 210 эстонцев, 39 русских, 10 немцев, 1 записан в графе «прочие», действовала эстонская школа. После разукрупнения районов в 1935 году село передали в состав Бахчисарайского. По данным всесоюзная перепись населения 1939 года в селе проживало 249 человек.
12 августа 1944 года было принято постановление № ГОКО-6372с «О переселении колхозников в районы Крыма» по которому в район планировалось переселить 6000 колхозников и в сентябре 1944 года в район приехали первые новосёлы (2146 семей) из Орловской и Брянской областей РСФСР, а в начале 1950-х годов последовала вторая волна переселенцев из различных областей Украины. С 25 июня 1946 года Береговое в составе Крымской области РСФСР, а 26 апреля 1954 года Крымская область была передана из состава РСФСР в состав УССР. На 15 июня 1960 года Береговое в составе Красноармейского, на 1968 год — в состав Вилинского сельсовета, на 1977 год — уже в состав Песчановского. С 12 февраля 1991 года село в восстановленной Крымской АССР, 26 февраля 1992 года переименованной в Автономную Республику Крым. С 21 марта 2014 года находится в составе Российской Федерации.

## Современность
В селе действуют Дом культуры, фельдшерско-акушерский пункт, церковь иконы Божией Матери «Казанская» и оздоровительно-спортивный комплекс «Чайка» Киевского университета им. Тараса Шевченко, имеются частные пансионаты.

## Транспорт
Береговое связано автобусным сообщением с Симферополем и Бахчисараем.